# Psylla surinamensis
Psylla surinamensis är en insektsart som beskrevs av Sulc 1914. Psylla surinamensis ingår i släktet Psylla och familjen rundbladloppor. Inga underarter finns listade i Catalogue of Life.